# Annibal de Lortigue
Annibal de Lortigue (de l'Ortigue ou d'Ortigue) est un poète français né à Apt le 30 novembre 1572 et mort dans la même ville en 1630.

## Biographie
Il a commencé par suivre la carrière des armes, puis il a voyagé en Europe pendant 14 ans. Puis revenu dans son pays et s'est adonné à la poésie.
Il s'est lié d'amitié avec François de Malherbe qui s'est établi à Aix-en-Provence après son mariage avec Madeleine de Coriolis, en 1581, fille d'un président à mortier au Parlement de Provence. Après la lecture par Annibal de Lortigue d'un manuscrit d'un recueil de ses vers, celui-ci lui a envoyé une épigramme :
Vous, dont les censures s'étendent
Dessus les ouvrages de tous,
Ce livre ce mocque de vous :
Mars et les Muses le défendent.
Malherbe
Le recueil de ses poésies a été publié à Paris chez Jean Gesselin, en 1617.
Il s'est marié avec la fille du seigneur Honorade de Barras, à Goult.
De cette union est né à Apt, en 1610, Pierre de Lortigues ou Pierre d'Ortigue, sieur de Vaumorière, qui s'est rendu jeune à Paris pour cultiver son goût des lettres. Sa femme qui cultivait aussi le goût des lettres a été du monde des Précieuses, sous le nom de Narsamine. Son fils est connu sous le nom de Pierre Ortigue de Vaumorière. Il a rédigé les 5 derniers volumes de Pharamond, ou l'histoire de France en 24 volumes, de Gautier de Costes de La Calprenède. Il est mort à Paris en 1693. Madeleine de Scudéry a dit de lui qu'il était plus honnête homme qu'homme de lettres.

## Œuvres
Il a publié des sonnets et des poèmes lyriques. La Trompette spirituelle du sieur de Lortigue, Provençal, Lyon, 1605. Les Poèmes divers du sieur de Lortigue, où il est traicté de guerre, d'amour, gayetez, poincts de controverses, hymnes, sonnets et autres poésies... date de 1617 et Le Désert du sieur de Lortigue, sur le mépris de la Cour de 1637.

## Pour approfondir